# Biblioteca Joanina
Artykuł ten został zgłoszony do umieszczenia na stronie głównej w rubryce „Czy wiesz”.
Pomóż nam go sprawdzić: oceń zgłoszoną nominację.
Biblioteca Joanina – barokowa biblioteka znajdująca się na dziedzińcu Uniwersytetu w Coimbrze w Portugalii. Jest to jeden z najwspanialszych przykładów architektury barokowej w Portugalii i jedna z najbardziej znanych bibliotek historycznych na świecie. Od 2013 roku stanowi część kompleksu uniwersyteckiego wpisanego na listę światowego dziedzictwa UNESCO. Słynie również z unikalnej metody ochrony zbiorów z pomocą kolonii nietoperzy.

## Historia
Biblioteka została zbudowana w latach 1717–1728 z inicjatywy króla Jana V Wielkodusznego, od którego imienia pochodzi jej nazwa. Jej celem było pomieszczenie rosnących zbiorów biblioteki uniwersyteckiej, a także zamanifestowanie potęgi i bogactwa monarchy w epoce oświecenia. Uroczyste otwarcie nastąpiło w 1728 roku. Projekt budynku, pierwotnie znanego jako Casa da Livraria (Dom Ksiąg), przypisuje się João Carvalho Ferreira.

## Architektura i zbiory
Budynek biblioteki to arcydzieło sztuki barokowej. Składa się z trzech monumentalnych sal połączonych zdobionymi łukami. Wnętrza charakteryzują się niezwykłym bogactwem dekoracji – ściany w całości pokrywają regały wykonane z egzotycznych, złoconych i polichromowanych gatunków drewna (m.in. teczyna, palisander i heban), sprowadzanych głównie z Brazylii. Sufity zdobią iluzjonistyczne malowidła (trompe-l'œil) autorstwa Simõesa Ribeiro i Vicente’a Nunesa, przedstawiające alegorie związane z wiedzą i sztuką. Zbiory biblioteki liczą około 60 000 woluminów, pochodzących głównie z okresu od XVI do XVIII wieku. Specjalizują się one w tematyce prawa, filozofii i teologii i obejmują wiele europejskich rzadkich druków.

## Nietoperze jako strażnicy książek
Jedną z najbardziej niezwykłych cech Biblioteki Joanina jest jej metoda ochrony zbiorów przed owadami. Od ponad dwustu lat w bibliotece mieszka kolonia nietoperzy (prawdopodobnie z gatunku karlik malutki), które każdej nocy polują na szkodniki zagrażające cennym woluminom. Aby chronić ozdobne meble przed odchodami nietoperzy, pracownicy biblioteki każdego wieczoru przykrywają je grubymi skórzanymi płachtami, które są zdejmowane i czyszczone następnego ranka. Jest to unikalny przykład naturalnej i ekologicznej metody konserwacji zabytkowych zbiorów.

## Stan obecny
Biblioteca Joanina jest jednym z najważniejszych zabytków Portugalii, sklasyfikowanym jako Pomnik Narodowy. Stanowi integralną część kompleksu Uniwersytetu w Coimbrze, wpisanego na listę światowego dziedzictwa UNESCO. Jest jedną z głównych atrakcji turystycznych miasta, a jednocześnie pozostaje czynną biblioteką, z której zbiorów, po uzyskaniu specjalnego zezwolenia, mogą korzystać naukowcy z całego świata.